# Jazz à Toulon
Jazz à Toulon est un festival international de jazz qui se déroule à Toulon (Var) durant la période estivale. 
Cet évènement se démarque par sa gratuité pour tous, son itinérance au cœur même de Toulon (places et quartiers), la récurrence annuelle au mois de juillet, la diversité des styles qui mettent en lumière les musiciens de jazz les plus reconnus mais aussi les artistes montants.

## Historique
Le 1er Festival "Jazz is Toulon", organisé par le Comité Officiel des Fêtes et des Sports de Toulon (COFS) a lieu du 16 au 21 juillet 1990. Son concept inédit (itinérant de place en place, tout public et gratuit) permet d’attirer sur la rade les plus grands noms du jazz,,,,.
Depuis sa création et au fil des ans, la commune de Toulon participe au financement de l'évènement, rejointe, selon les années par le département du Var et la région Provence-Alpes-Côte d'azur.[réf. nécessaire]
En 1996, le festival prend l'appellation de "Jazz à Toulon" et des ateliers jazz ou workshop sont créés.
En 2020, le festival est annulé en raison de la pandémie de Covid-19. L'année suivante, la 31ème édition a lieu, sur un lieu unique : l'esplanade du Zénith qui accueille neuf concerts en soirée.